# 黃鎮宇
黃鎮宇（Wong Chun Yue，1978年1月28日—），生於香港，已退役香港足球運動員，司職中場，前香港足球代表隊成員，持有亞洲足協B級教練牌照。

## 球員生涯
黃鎮宇生於香港，於體院的足球精英訓練計劃開始其足球事業。他於1996年加盟愉園，在對傳統勁旅南華的聯賽下半場後備入替，首次於甲組上陣，更一度為愉園追成2–2，結果藉黃鎮宇的助攻協助愉園以4–2擊敗南華。
1997年，他轉投流浪，憑在速度和邊線竄擾能力強，開始闖出名堂，效力了兩個球季後，因流浪斟介贊助商告吹，改以青春班角逐甲組聯賽，令黃鎮宇遂轉投晨曦。
效力晨曦期間，是黃鎮宇職業生涯其中一個輝煌的時期，於2004/05年度球季協助晨曦奪得「四冠王」的美譽，更打入亞協盃四強，為首支香港球隊首次躋身這項盃賽四強。直到2005年11月外借到南華，雖然最終南華護級失敗，但得到香港足球總會挽留在甲組比賽。
2006/07年度球季，黃鎮宇繼續有出色的表現，其中在高級銀牌決賽倒戈對晨曦時，他接應迪天奴心口傳球，一記倒掛射死角入網扳平1–1，最終他成為該屆高級銀牌賽神射手及協助南華奪得三冠王。直至2007年夏天，黃鎮宇未獲南華留用，更曾一度考慮結束球員生涯，專注於他在澳門的時裝店，後因李健和誠意打動而打消退休念頭，加盟升班馬華家堡，並且擔任隊長一職，帶領一班新人作戰，他於2008年1月19日帶領華家堡爆冷以2–1擊敗前球會南華，並於比賽中射入一球。
直到2008年夏天，因華家堡退出，而令黃鎮宇遂追隨領隊陳曉明及教練李健和一同加盟東方，並擔任球隊隊長，他於2009年3月10日作客以1–5負泰國春武里的亞協盃比賽，在比賽中射入唯一一球，再在3月17日在旺角大球場主場以4–1擊敗越南球隊ACB河內的比賽取得入球，不過在因東方退出甲組聯賽，令黃鎮宇遂轉投沙田，一季後沙田護級失敗，在甲組只角逐一季便降回乙組聯賽，而黃鎮宇在2010年7月轉投甲組地區球隊大埔，並於2011年1月的冬季轉會市場重返晨曦，協助該隊護級。
直至2012/13球季，黃鎮宇加盟東方，任球員兼教練，至2013/14年球季後退役留任助理教練。
2019年2月4日，東方宣布主教練陳婉婷已向球會請辭，而主教練一職會由教練黃鎮宇暫代。

## 國際賽生涯
1999年6月，黃鎮宇代表香港奧運隊對菲律賓的比賽中取得入球，協助香港以4–1大勝對手。
2003年11月，他於代表香港出戰在烏茲別克首都塔什干舉行的亞洲盃外圍賽，並於對泰國國家隊時射入關鍵一球，協助球隊以2–1勝出，而黃鎮宇更在2004年3月及11月兩次代表香港隊於世界盃外圍賽出戰中國國家隊。
2005年2月，他在賀歲盃以正選身份出戰巴西國家隊，最終以1–7落敗，同年3月，黃鎮宇入選香港隊參加東亞足球錦標賽預賽，在對蒙古和關島的比賽中分別射入一球。
2006年11月14日，他於亞洲盃外圍賽出戰孟加拉國家隊時正選上陣，最終香港以2–1擊敗對手陣，亦是他至今最後一次代表香港上陣。

## 副業
黃鎮宇為保障退役後生活，與同期出道的體院隊友朱兆基及前二合球員冼嘉裕合夥在澳門開設時裝店，又與冼嘉裕與另外兩名朋友合資投得「愛爾蘭瘋薯」在港澳的經營權。但該店及後已倒閉。

## 個人榮譽
- 香港高級組銀牌神射手（2006–07季度）

## 黃鎮宇
- 香港足球總會網站球員資料 （页面存档备份，存于）